# Phyllocycla hamata
Phyllocycla hamata – gatunek ważki z rodziny gadziogłówkowatych (Gomphidae).